# Giannetta

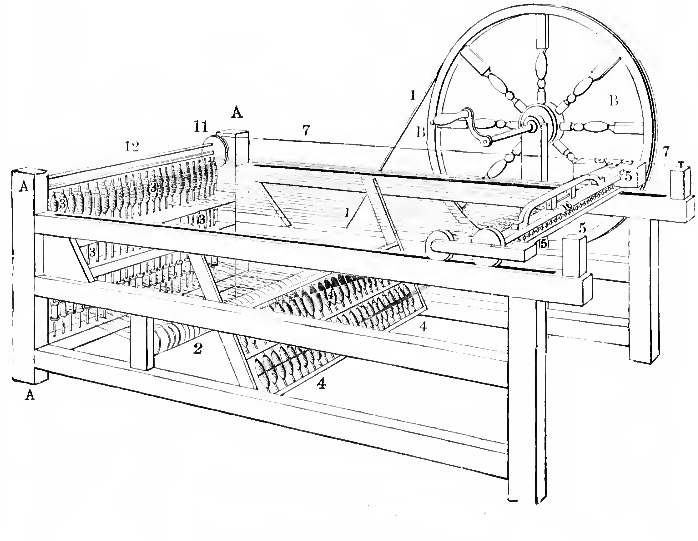
Giannetta impiegata nelle fabbriche tessili

Modello di giannetta in un museo a Wuppertal in Germania

La giannetta è una macchina filatrice a lavoro intermittente e dotata di fusi (mandrini) multipli, inventata attorno al 1765 a Stanhill in Inghilterra da James Hargreaves, anche se alcuni indicano Thomas Highs come possibile inventore. Hargreaves aveva una figlia di nome Jenny che lavorava, appunto, come filatrice (spinner in inglese) e scelse di dare il suo nome (spinning Jenny) alla macchina filatrice che realizzò. Sembra che James Hargreaves apportò alcune utili modifiche alla macchina di Highs, brevettandola poi nel 1770.
L'introduzione di tale dispositivo nell'industria tessile permise di ridurre fortemente la manodopera necessaria per la produzione di filati poiché era in grado di fornire ad un solo operaio la capacità di gestire otto o più aste contemporaneamente. Fu la prima grande innovazione tecnica nel settore tessile e quella che aprì le porte alla rivoluzione industriale, divenendo così un simbolo dell'epoca.

## Descrizione
L'idea di base prevedeva una struttura metallica con otto fusi in legno ad una estremità. Un insieme di otto stoppini era attaccato ad un'asta sul telaio. I fasci di fibre, una volta tesi, passavano attraverso due barre orizzontali di legno che potevano essere incrociate. Queste barre potevano essere spostate dall'operatore, con la mano sinistra, lungo la parte superiore del telaio in modo da estendere il filo e ottenere lo spessore desiderato. L'operatore usava la mano destra per girare rapidamente una ruota che innescava la rotazione di tutti i fusi e di conseguenza torceva il filo. Quando le barre venivano retratte il filo si avvolgeva sul mandrino. Una carrucola (a pettine) veniva utilizzata per guidare i fili nella giusta posizione sul mandrino.